# 玖珂インターチェンジ
玖珂インターチェンジ（くがインターチェンジ）は、山口県岩国市玖珂町瀬田にある山陽自動車道のインターチェンジ。

## 歴史
- 1992年（平成4年）6月25日：岩国IC - 熊毛IC間開通に伴い、供用開始[1]。

## 周辺
- 岩国市立玖珂中央小学校
- 岩国市立玖珂図書館
- 玖珂駅（JR西日本 岩徳線）

## 接続する道路
- 山口県道70号柳井玖珂線

## 料金所
- ブース数：4

### 入口
- ブース数：2
  - ETC専用：1
  - 一般：1

### 出口
- ブース数：2
  - ETC専用：1
  - 一般：1

## 高速バス停留所
玖珂IC料金所施設内に高速バス乗り場「玖珂バスストップ」（案内上は「玖珂インター」）が設けられている。
停留所設備は料金所入口手前に設けられており、山陽自動車道を通過中に停車するバスはいったん料金所を出てUターンして客扱いを行う形になる（広島 - 柳井・平生・田布施線は玖珂ICで出入り）。
岩国市（旧玖珂町）により高速バス利用者専用の無料駐車場が設けられていたが、2007年2月末に閉鎖されている。現在は民間の有料駐車場（1日300円）を利用可能。

### 停車する路線
- 東京行「萩エクスプレス」（防長交通）
- 広島行（防長交通・広交観光）
  - 柳井・平生・田布施発着と周南・防府・山口発着の2系統がある。広島方面は共通乗車可。

## 隣
E2 山陽自動車道
(34)岩国IC - 玖珂PA - (35)玖珂IC - (36)熊毛IC